# Bruine kwartellijster
De bruine kwartellijster (Cinclosoma cinnamomeum) is een zangvogel uit de familie Cinclosomatidae.

## Verspreiding en leefgebied
Deze soort is endemisch in Australië en telt twee ondersoorten:
- C. c. tirariense: centraal Australië.
- C. c. cinnamomeum: het zuidelijke deel van Centraal-Australië.

## Status
De grootte van de populatie is niet gekwantificeerd maar de soort wordt omschreven als plaatselijk vrij algemeen. Op de Rode lijst van de IUCN heeft deze soort de status niet bedreigd.